# Santa Fe (Argentine)
Pour les articles homonymes, voir Santa Fe.
Santa Fe, ou Santa Fe de la Vera Cruz (« Sainte Foi de la Vraie Croix »), est une ville d'Argentine et la capitale de la province de Santa Fe ainsi que la capitale du département La Capital de ladite province.

## Géographie

### Emplacement

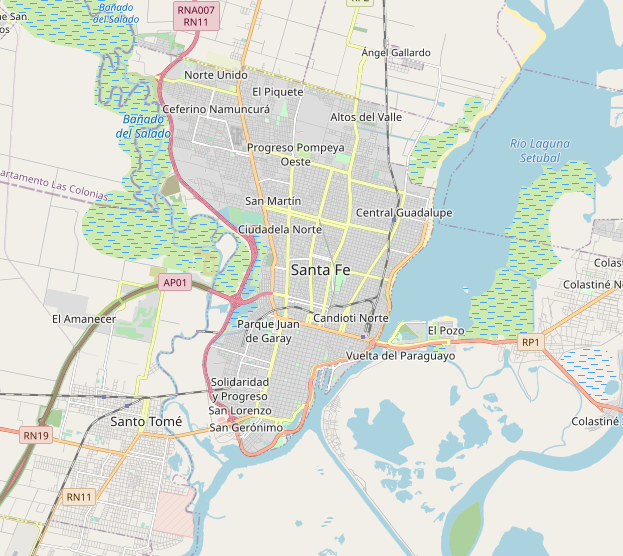
Carte OpenStreetMap.

La cité a été édifiée sur les berges du río Salado et de la lagune Setúbal (tributaires du rio Paraná), à 475 km de Buenos Aires, à 165 km de Rosario et à 25 km de Paraná sur la rive opposée du fleuve.
Elle est unie à la ville de Paraná par le tunnel routier sous-fluvial Hernandarias appelé depuis 2001 Tunnel sous-fluvial Raúl Uranga – Carlos Sylvestre Begnis. Les deux villes se trouvent actuellement en phase de « synurbation » et on prévoit pour très bientôt la formation d'une vraie conurbation entre les deux cités.
En outre Santa Fe est très proche à Santo Tomé et San José del Rincón, deux petites villes du département La Capital.

### Démographie
La ville avait une population de 391 164 habitants selon le recensement de 2010. Le Grand Santa Fe atteignait alors 490 171 habitants. On estime qu'au début de 2008, la population de l'agglomération atteignait 550 000 habitants, ce qui faisait de la ville la seconde unité de la province après Rosario, et la septième du pays.
Santa Fe est divisée en huit districts avec une infrastructure très différente. La Costa, Nord, Nord-Ouest, Ouest, Sud-Ouest sont les plus précaires ; le district Centre est le plus développé. Entre 2001 et 2010, la population a augmenté dans les districts Nord-Est (+49,5 %), La Costa (+25 %) ; dans les districts Nord-Ouest, Nord et Ouest, elle a augmenté d'un peu plus de 10 % ; les districts qui ont moins changé sont : Centre (+5,2 %), Sud-Ouest (-3,7 %), Est (-10,5 %).
| District   | Population totale | Densité (hab./km2) | Proportion enfant-femme | Indice de masculinité |
| ---------- | ----------------- | ------------------ | ----------------------- | --------------------- |
| Centre     | 63 909            | 5 991              | 471                     | 79,6                  |
| La Costa   | 26 957            | 1 090              | 206                     | 95,4                  |
| Est        | 74 615            | 6 366              | 325                     | 86,6                  |
| Nord-Est   | 12 244            | 1 161              | 452                     | 96,6                  |
| Nord-Ouest | 55 392            | 3 343              | 472                     | 100,2                 |
| Nord       | 54 458            | 5 078              | 558                     | 94,5                  |
| Ouest      | 54 653            | 4 612              | 391                     | 90,7                  |
| Sud-Ouest  | 49 003            | 6 801              | 446                     | 91,5                  |
| Totale     | 391 231           | 3 761              | 393                     | 90,4                  |

L'âge de la population vieillit progressivement mais varie beaucoup selon le district, par exemple :
- le district Nord-Ouest a une pyramide des âges similaire à celui de la Namibie actuelle, très prononcée dans l'enfance[3] ;
- le district Centre a une pyramide irrégulière avec une petite base, prononcée entre les vingt et quarante ans, expliquée par la présence d'étudiants universitaires et de jeunes travailleurs[4] ;
- le district Est a une pyramide des âges semblable à celle du Brésil avec les vingt et quarante ans plus larges, mais pas trop prononcés[3].

Selon l'INDEC, la pauvreté au Grand Santa Fe atteint 26,9 % des personnes et l'indigence atteint 3,4 % des personnes. La moyenne nationale par agglomérations urbaines est de 28,6 % de personnes pauvres et 6,2 % de personnes indigentes.
Les origines ethniques de la population de la ville, comme à Buenos Aires, sont principalement formées par des indiens mocoví et toba et par des migrations à la fin du XIXe et au début du XXe siècle. Surtout des Italiens (Lombardie, Vénétie, Émilie-Romagne, Ligurie, Sicile) et Espagnols (Galice, Asturies, Andalousie, Pays basque) mais aussi des Français, Romands, Allemands, Libanais, Juifs ashkénazes, Syriens, Polonais, et Japonais. Il y a des institutions fondées par les immigrants représentant la culture de chacun de ces peuples comme l'école Dante Allighieri ou le club Friulano (Italiens), l'école Bialik (Juifs), le Centre galicien ou l'école Covadonga (Espagnols), le Club syrien-libanais, le siège de l'Alliance française, etc. Mais par influence du système scolaire argentin au XXe siècle, la majorité de la population ne parle pas l'Espagnol comme langue maternelle ; par conséquent la circulation de ces cultures (musique, littérature, archives) a été drastiquement réduite.
Récemment, il y a aussi des immigrants boliviens, paraguayens, péruviens et chinois.

### Climat
Le climat de Santa Fe est subtropical humide caractérisé par des hivers doux et assez secs et des étés chauds à très chauds avec une humidité marquée et de fortes précipitations.
Les grands froids sont rares mais des températures inférieures à −5 °C ont déjà été observées en plein hiver. 
En revanche, les fortes chaleurs sont beaucoup plus fréquentes et tous les mois de l'année ont déjà connu des températures maximales supérieures à 30 °C (donc même en plein hiver).
| Mois                                  | jan.      | fév.      | mars      | avril     | mai       | juin      | jui.      | août      | sep.      | oct.     | nov.     | déc.      | année     |
| ------------------------------------- | --------- | --------- | --------- | --------- | --------- | --------- | --------- | --------- | --------- | -------- | -------- | --------- | --------- |
| Température minimale moyenne (°C)     | 20,1      | 19,2      | 18        | 14,1      | 10,9      | 7,9       | 6,9       | 8,5       | 10,5      | 14,1     | 16,7     | 18,9      | 13,8      |
| Température moyenne (°C)              | 25,8      | 24,4      | 22,8      | 18,7      | 15,4      | 12,2      | 11,5      | 13,7      | 15,9      | 19,5     | 22,1     | 24,4      | 18,9      |
| Température maximale moyenne (°C)     | 31,8      | 30,1      | 28,5      | 24,3      | 21        | 17,6      | 17,3      | 19,9      | 21,9      | 25,4     | 27,9     | 30,2      | 24,7      |
| Record de froid (°C) date du record   | 7,2 1962  | 6,2 1964  | 4,1 1977  | 0,2 1995  | −5 2008   | −7 1967   | −6,6 1965 | −5 1965   | −2,9 1964 | 0,2 1972 | 4,9 2007 | 5,6 1971  | −7 1967   |
| Record de chaleur (°C) date du record | 45,6 1986 | 40,9 1964 | 38,6 1970 | 36,5 1965 | 34,3 1997 | 30,9 2015 | 33,6 1969 | 38,6 2009 | 39,9 2013 | 41 2009  | 44 1962  | 42,9 1968 | 45,6 1986 |
| Ensoleillement (h)                    | 269,7     | 240,1     | 210,8     | 180       | 167,4     | 135       | 148,8     | 179,8     | 171       | 217      | 240      | 241,8     | 2 401,4   |
| Précipitations (mm)                   | 95,4      | 112       | 146,4     | 116,2     | 49,4      | 31,5      | 23,9      | 28,4      | 53,2      | 110,5    | 128,9    | 124,9     | 1 020,7   |
| Nombre de jours avec précipitations   | 7         | 7         | 7,9       | 7,8       | 4,7       | 3,5       | 3         | 3,3       | 4,9       | 7,3      | 7,5      | 8,2       | 72,1      |
| Humidité relative (%)                 | 70,9      | 75,4      | 78,3      | 81,5      | 82,5      | 83,6      | 80,4      | 75,7      | 73        | 72,7     | 71,1     | 70,5      | 76,3      |

| Diagramme climatique                                  |             |             |               |            |             |             |             |              |               |               |               |
| J                                                     | F           | M           | A             | M          | J           | J           | A           | S            | O             | N             | D             |
| 31,820,195,4                                          | 30,119,2112 | 28,518146,4 | 24,314,1116,2 | 2110,949,4 | 17,67,931,5 | 17,36,923,9 | 19,98,528,4 | 21,910,553,2 | 25,414,1110,5 | 27,916,7128,9 | 30,218,9124,9 |
| Moyennes : • Temp. maxi et mini °C • Précipitation mm |             |             |               |            |             |             |             |              |               |               |               |

### Flore
Les rues de la ville sont peuplées d'espèces d'arbres indigènes et étrangers. Entre autres : le ceibo qui a la fleur nationale argentine, le guarán-guarán, le ibirapitá, le jacaranda, le lapacho morado ou tabebuia rose, le palo borracho (littéralement bâton ivre), le pata de vaca (jambe de vache), le sauce criollo, le timbó, le tipa, le brachichito, érables, casuarinas, ficus, frênes, troènes, ormes, le palito dulce, le paraíso, platanes et divers palmiers.

## Histoire

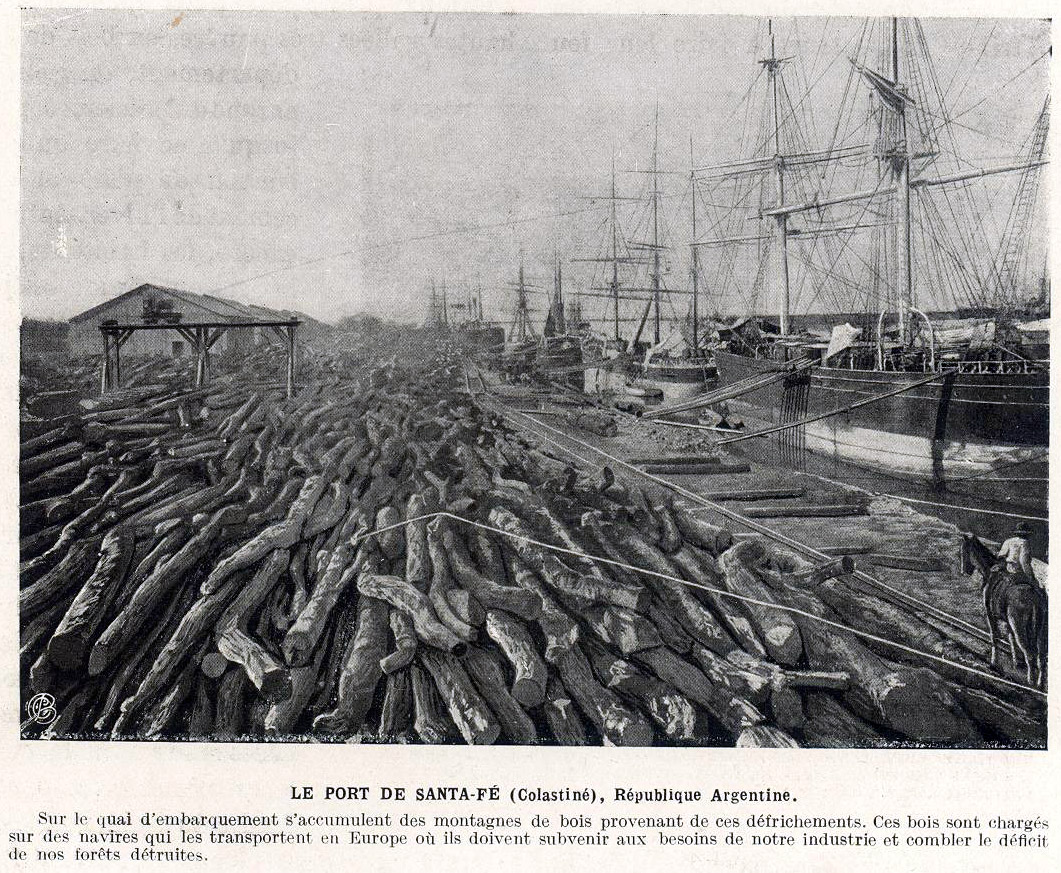
Santa-Fe au début du XXe siècle, amoncellements de bois en attente de chargement sur le port.

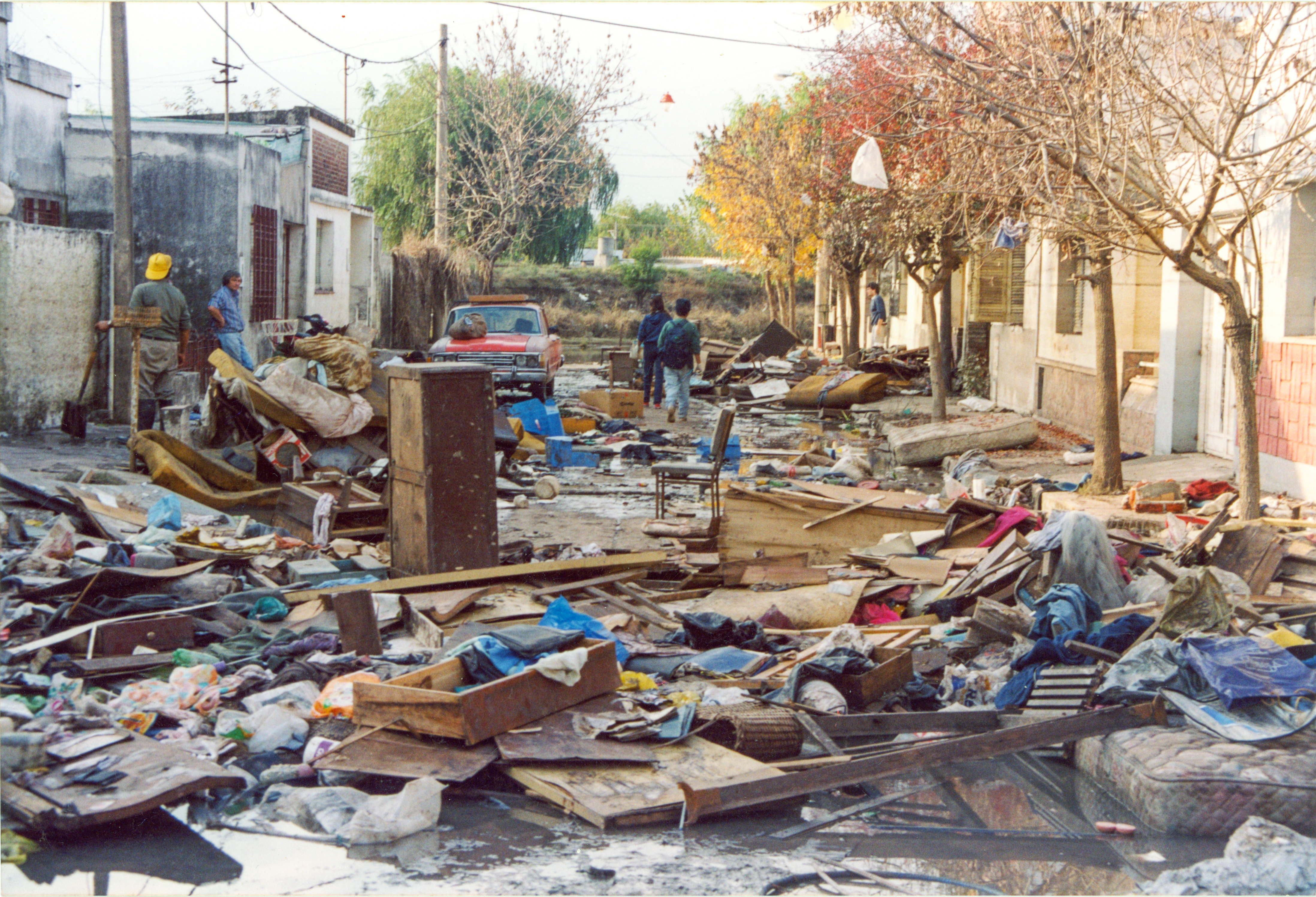
Après les inondations de 2003 dans le quartier Juan de Garay à Santa Fe (mai 2003).

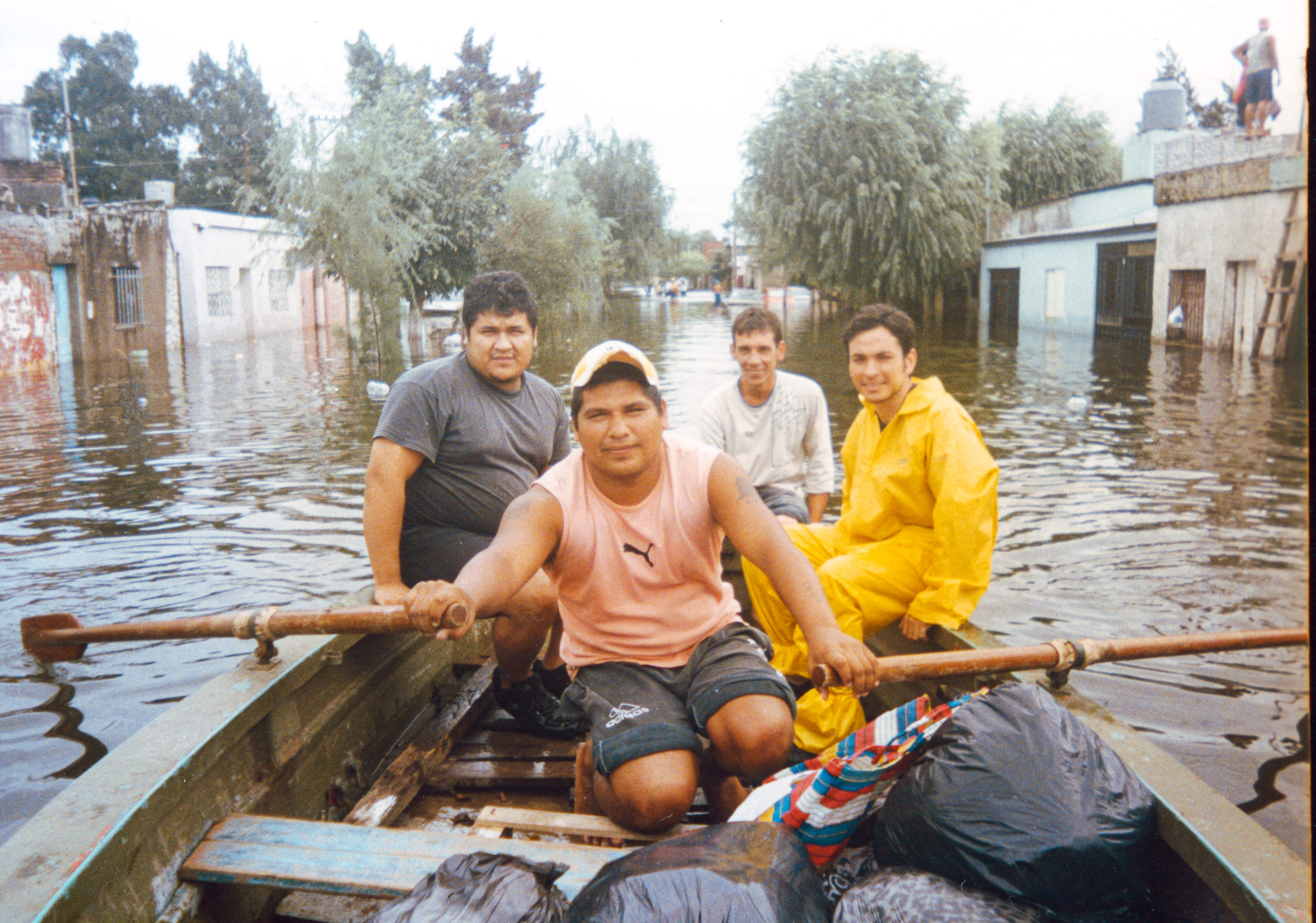
Parcours en barque dans le quartier Santa Rosa de Lima lors des inondations de mai 2003 à Santa Fe.

La ville a été fondée en 1573 par Juan de Garay au nord de l'emplacement actuel aux fins d'exploiter les ressources naturelles adjacentes, comme poste militaire contre les indiens et port entre Asuncion et l'Atlantique. Elle se déplace à son emplacement actuel en 1651 à cause des inondations et confrontations avec les mocovís.
En 1853 Santa Fe accueille les écrivains de la Constitution de l'Argentine. À partir de cet événement les réformes de la constitution nationale ont été faites dans la ville.
Comme au Chili, une partie de la prospérité du pays s'est faite grâce au port de Santa-Fe et plus précisément grâce à l'exportation massive de bois vendu à bas prix au Royaume-Uni et à d'autres pays d'Europe, induisant une déforestation suivie d'une régression et dégradation des sols argentins.
Charles Darwin y séjourna le 3 et 4 octobre 1833 lors de son tour du monde.

## Politique
Santa Fe accueille les bureaux des pouvoirs de l'État provincial, y compris les ministères exécutifs. Mais l'administration et la logistique des services provinciaux et fédéraux sont distribuées entre Rosario et Santa Fe.
Le maire de la ville est José Corral, du parti politique UCR, il était auparavant membre du Front progressiste, civique et sociale (FPyS). Ce front est une coalition provinciale de l'UCR et le Parti socialiste entre autres, qui régit la province. Mais le triomphe présidentiel de Mauricio Macri a conduit Corral à s'aligner à la coalition national Cambiemos, formée par les membres de l'UCR, Coalition civique ARI (CC-ARI) et Proposition républicaine (PRO).
La commune a un conseil municipal divisé entre le Parti justicialiste (8 sièges) et le FPyS (8 sièges) plus un autre petit parti (1 siège), bien que dans l'avenir immédiat les membres de Cambiemos entreront après l’élection en 2017.

## Religion

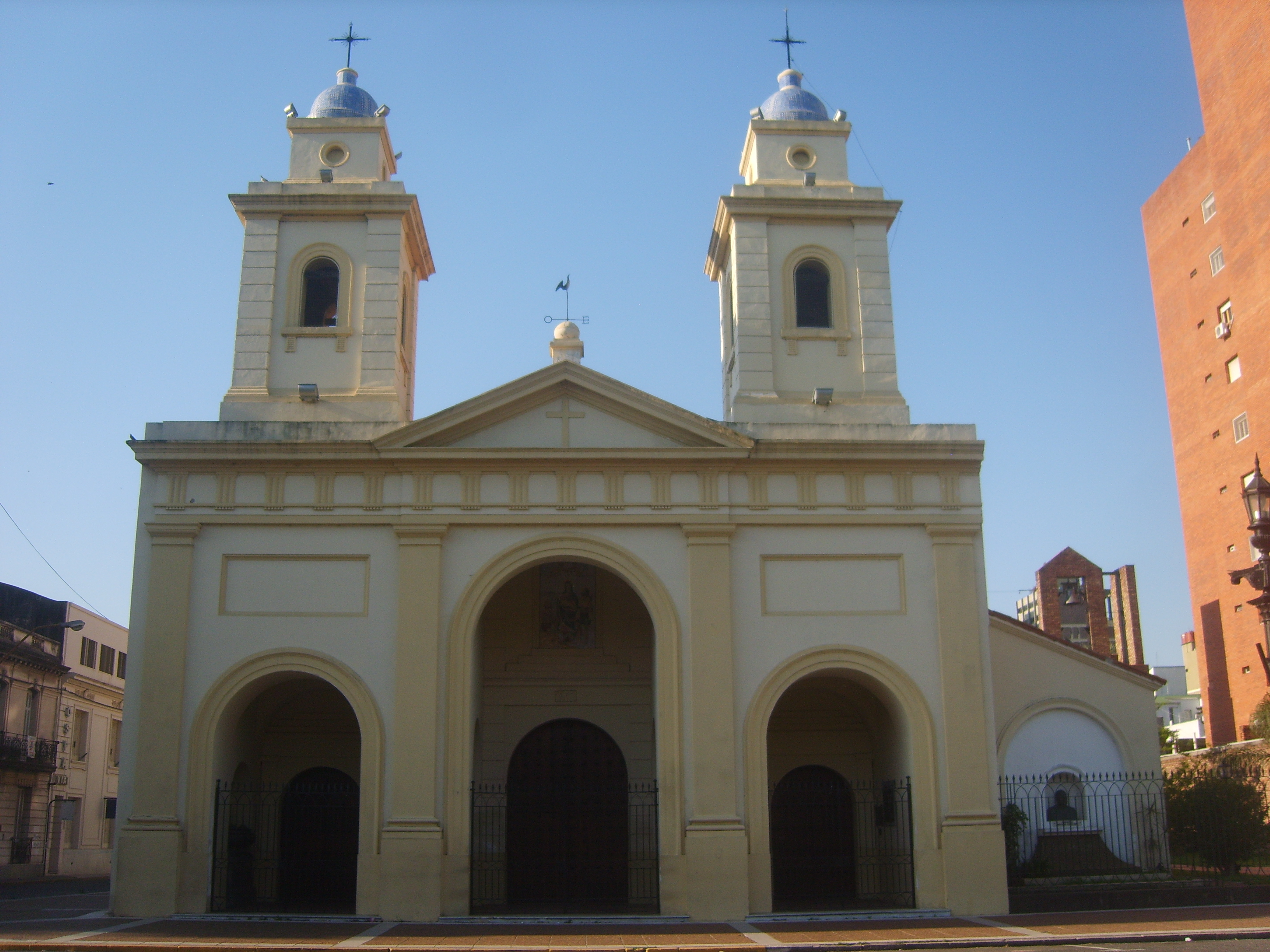
Cathédrale de Tous-les-Saints de Santa Fe.

Santa Fe, avec sa cathédrale de Tous-les-Saints, est le siège de l'archidiocèse de Santa Fe de la Vera Cruz ; l'archidiocèse comprend 792 000 catholiques sur 900 000 habitants .

## Culture

### Littérature
Dans la seconde moitié du XXe siècle, le poète Entre Ríos Juan L. Ortiz rassemble un groupe de jeunes écrivains à Santa Fe (Juan José Saer, Hugo Gola, Francisco Urondo). Bien qu'amis et avec des préoccupations esthétiques communes, ils n'ont pas formé un groupe programmatique. Les problèmes qu'ils traitent sont la relation entre syntaxe, rythme et sens et le statut de la littérature. Par exemple :
« Llamamos libros
al sedimento oscuro de una explosión
que cegó en la mañana del mundo,
los ojos y la mente y encaminó la mano
rápida, pura, a almacenar
recuerdos falsos
para memorias verdaderas.(...)
rosa real de lo narrado
que a la rosa gentil de los jardines del tiempo
disemina
________ y devora. »
J.J. Saer, « El arte de narrar »
Les auteurs contemporains vivant dans la ville sont Enrique Butti, Francisco Bitar, Rogelio Alaniz et Santiago Venturini, entre autres.

### Musique
La musique santafesiene est pour la plupart folklorique, c'est-à-dire que les compositeurs classiques se sont basés sur des rythmes folkloriques argentins, par exemple : Las niñas de Santa Fe par Carlos Guastavino et Misa criolla par Ariel Ramírez ; les universitaires appellent ce courant comme nationaliste. Autre compositeur est Virtú Maragno, lequel combine des rythmes folkloriques avec procédures de l'avant-garde italienne, par exemple : Concertino para piano y 14 instrumentos.
Dans des genres plus traditionnels, on peut compter le chamamé, originaire de Corrientes, le rock argentin et le tango portègne. Horacio Guarany, né à Alto Verde, district La Costa, a été un des plus importants musiciens folkloriques argentins du XXe siècle. Il fait partie des folkloristes sociaux comme Atahualpa Yupanqui, Jorge Cafrune ou Mercedes Sosa, articulant le sens du « populaire » comme des genres musicaux avec la thématisation des problématiques sociales, par exemple : Si se calla el cantor ou Caballo que no galopa.
La cumbia mérite un paragraphe séparé : le subgenre nommé « cumbia santafesina », développé dans la province, est populaire dans toute l'Argentine. Son esthétique est très débiteur de la cumbia colombienne, les paroles de chansons thématisent la romance, l'infidélité, l'érotisme des corps. Le groupe Los Palmeras est le plus consacré et a gagné un prix Konex, mais il existe aussi d'autres groupes comme La Nueva Luna, Los del Fuego et Kaniche. À partir de l'année 2016, Santa Fe célèbre la Fête nationale de la cumbia satafesiene. Sont à écouter, par exemple, Bombón asesino (Los Palmeras) ou Jurabas tú (Los del Fuego).
La musique pour enfants est aussi basée sur le folklore. Spécialement, le groupe Canticuenticos a fait une récupération des musiques comme la cumbia, le chamamé, le huayno et la chacarera mais avec des paroles de chanson ludiques comme celles de María Elena Walsh, bien que plus cohérentes, par exemple : El mamboretá et Cumbia del monstruo.
Le groupe Sig Ragga, basé sur le reggae et la musique noire, combine des éléments du rock tels que la musique de Spinetta et Cerati, la musique classique et le folklore. Ils ont participé au Latin Grammy Awards. Sont à écouter La promesa, El silencio, El niño del jinete rojo.

### Gastronomie
Comme dans la plus grande partie de l'Argentine, la cuisine est très semblable à celle de l'Italie et l'Espagne. Mais il y a des plats locaux du littoral, comme le sábalo (Prochilodus lineatus) aux braises. La gastronomie santafesiene est surtout caractérisée par des coutumes et combinaisons ; Très commune est la « picada », une réunion de personnes qui boivent de la bière et mangent des morceaux de fromages, viandes froides, escalope à la milanaise, brochettes et pommes frites autour d'une table collective. La bière est bue dans un simple petit verre appelé « liso » et est accompagnée d'arachides, pop-corn ou autres snacks ou de sandwichs chauds appelés « Carlitos » (viandes froides, fromage, ketchup ou beurre). Est bu aussi le « Fernet con Coca » de Cordoba, un cocktail 20-25 % amer et 80-75 % Coca Cola avec de la glace.

## Personnalités liées à la ville
- Juan de Garay (1528-1583), conquistador, gouverneur d'Asuncion, fondateur de Santa Fe et deuxième fondateur de Buenos Aires.
- Estanislao López (1786-1838), caudillo et chef militaire fédéraliste dans des guerres civiles argentines.
- Mateo Booz (1881-1943), né Miguel Ángel Correa, écrivain, journaliste et homme politique.
- Pedro Candioti (1893-1967), nageur d'eau libre.
- Carlos Guastavino (1912-2000), compositeur et pianiste.
- Ricardo Supisiche (1912-1992), peintre et graveur.
- Gastón Gori (1915-2004), écrivain.
- Manuel Báncora (1918-2006), physicien atomique, il a étudié à l'université nationale du Littoral.
- Ariel Ramírez (1921-2010), compositeur et pianiste.
- Reine Flachot (1922-1998), violoncelliste française, y est né.
- Fernando Birri (1925-), réalisateur.
- Horacio Guarany (1925-2017), écrivain, compositeur et chanteur de musique folklorique argentine.
- Osvaldo Bayer (1927-), écrivain, historien, journaliste, y est né.
- Hugo Gola (1927-2015), écrivain et professeur d'université[14].
- Virtú Maragno (1928-2004), compositeur.
- Francisco Urondo (1930-1976), écrivain, homme politique et membre des Montoneros.
- Alberto Cassano (1935-2014), ingénieur chimiste spécialisé dans le traitement de l'eau et l'air contaminés.
- Pape François (1936-), il était enseignant du collège dans la ville entre les années 1964 et 1965[15].
- Juan José Saer (1937-2005), écrivain, né à Serodino, il demeura à Santa Fe plusieurs années.
- Norman Briski (1938-), acteur, y est né.
- Walter Fahrer (1939-2025), auteur de bande dessinée.
- Eugenio Raúl Zaffaroni (1940-), juriste, il a étudié à l'université nationale du Littoral. Ex juge de la Cour suprême d'Argentine et actuelle membre de la Cour interaméricaine des droits de l'homme.
- Marcos Mundstock (1942-), musicien et comédien, membre du groupe Les Luthiers.
- Carlos Reutemann (1942-2021), pilote de Formule 1 puis gouverneur de la province.
- Carlos Monzón (1942-1995), boxeur, né à San Javier, il demeura à Santa Fe plusieurs années.
- Ricardo Montivero (1946-), footballeur, y est né.
- Jorge Obeid (1947-2014), politicien péroniste, il était maire de la ville (1991-1995), gouverneur de la province (2003-2007) et député national de 2013 jusqu'à sa mort.
- Rogelio Pfirter (1948-), diplomate, il a étudié à l'université nationale du Littoral. Ex ambassadeur au Royaume-Uni, ambassadeur actuelle au Vatican, ex directeur général à l'Organisation pour l'interdiction des armes chimiques.
- Rubén Deicas (1953-), chanteur du groupe de cumbia Los Palmeras.
- Ricardo Lorenzetti (1955-), juriste, il a étudié à l'université nationale du Littoral. Actuelle président à la Cour suprême d'Argentine.
- Horacio Rosatti (1956-), juriste. Il était maire de la ville (1995-1999), ministre du gouvernement de Néstor Kirchner et actuellement il est juge à la Cour suprême d'Argentine.
- Dady Brieva (1957-), acteur membre du trio comique Midachi.
- Miguel del Sel (1957-), politicien du parti Proposition républicaine, ex ambassadeur à Panamá et acteur comique du trio Midachi.
- Liliana Bodoc (1958-2018), écrivaine, y est née.
- Roberto Piazza (1959-), styliste, y est né.
- Jorge Sampaoli (1960-), entraîneur de football, y est né.
- Andrés Nocioni (1979-), joueur de basket-ball, il a gagné plusieurs médailles olympiques avec l'équipe d'Argentine de basket-ball.
- Carlos Delfino (1982-), joueur de basket-ball, il a gagné plusieurs médailles olympiques avec l'équipe d'Argentine de basket-ball.
- Tayavek Gallizzi (1993-), joueur de basket-ball de l'équipe d'Argentine de basket-ball.
- Emiliano Sala (1990-2019) joueur de football italo-argentin du Fc Nantes décédé lors d’un crash d’avion en mer.
- Agustín Balbuena (1945-2021), footballeur argentin.
- Délia Col (née Délia Olga Col, le 8 Février 1897 à Santa Fe en Argentine et morte le 7 Décembre 1976 à Paris 14ème - acte de décès (avec date et lieu de naissance) n° 3969, vue 9/11, Paris 14ème), actrice (elle a joué dans les films : Topaze (1936) - Marthe Richard au service de la France - Maurin des Maures, etc.

## Médias

### Canaux de télévision
- Cable y Diario El Litoral diffuse un contenu local produit avec le journal El Litoral[16].
- Canal 9 Litoral (Paraná). Ce canal est placé à Paraná mais il est regardé dans la région. Il diffuse du contenu local et de Canal 13 de Buenos Aires, du Groupe Clarín[17].

- Canal 13 (Santa Fe) diffuse un contenu local et de la chaîne Telefe, produit à Buenos Aires.
- Somos Santa Fe est un canal appartenant à Cablevisión du Groupe Clarín et qui produit et diffuse un contenu local[18].

### Journaux
- Diario El Litoral. Journal en papier et en ligne propriété au Groupe Clarín[19].
- Diario Uno de Santa Fe. Il était un journal en papier, mais actuellement il est un journal en ligne appartenant al Groupe América[20].
- Notife est un journal numérique et en papier gratuit[21].

### Stations de radio
- Aire de Santa Fe (FM 91.1)[22]

- LT9 Radio Brigadier López (AM 1150)[23]

- LT10 Radio Universidad Nacional del Litoral (AM 1020)[24]

## Sport
C'est dans cette ville que se déroule le départ du marathon aquatique Santa Fe-Coronda.
Santa Fe compte deux clubs de football réputés dans tout le pays : le Club Atlético Colón et le Club Atlético Unión. Jouant en première division nationale, les deux clubs entretiennent entre eux une forte rivalité.